# Alexander Kačaniklić
Alexander Kačaniklić (Helsingborg, 13 augustus 1991) is een Zweedse voetballer die doorgaans op het middenveld speelt. Hij verruilde FC Nantes in februari 2019 transfervrij voor Hammarby IF. Kačaniklić debuteerde in 2012 in het Zweeds voetbalelftal.

## Clubcarrière
Kačaniklić werd als kind opgenomen in de jeugdopleiding van Helsingborgs IF. Die verliet hij in 2007 voor die van Liverpool en die in 2010 weer voor die van Fulham. Fulham verhuurde Kačaniklić in het seizoen 2011/12 aan Watford, op dat moment actief in de Championship. Hiervoor maakte hij dat jaar zijn debuut in het betaald voetbal.
Kačaniklić debuteerde op 30 maart 2012 vervolgens voor Fulham. Tijdens een wedstrijd tegen Norwich City viel hij na 35 minuten in voor de geblesseerde Pavel Pogrebnyak. Op 7 april 2012 begon hij in de basiself tegen Bolton Wanderers. Fulham won met 0-3. Kačaniklić maakte op de eerste speeldag van het seizoen 2012/13 zijn eerste doelpunt voor Fulham, tegen Norwich City.

## Interlandcarrière
Kačaniklić debuteerde op 12 oktober 2012 in het Zweeds voetbalelftal in een kwalificatiewedstrijd voor het WK 2014 tegen Faeröer. Hij scoorde de gelijkmakende 1-1, waarna Zweden met 1-2 won.